# Рональд Вейл
Рональд Вейл (англ. Ronald Vale, нар. 11 січня 1959, Голлівуд, Каліфорнія, США) — професор клітинної та молекулярної фармакології в Каліфорнійському університеті в Сан-Франциско. Його дослідження зосереджені на молекулярних двигунах, зокрема на кінезині та динеїні

## Кар'єра
Вейл отримав ступінь бакалавра з біології та хімії в Каліфорнійському університеті у Санта-Барбарі в 1980 році. Після цього він навчався у докторантурі в Стенфордському університеті. Вейл виконав свою випускну роботу в лабораторії Еріка Шутера (англ. Eric Shooter), де він займався питанням транспортування біомолекул всередині нервових клітин. В цей час Вейл відвідав морську біологічну лабораторію у Вудс-Гол, за для вивчення гігантського аксону кальмара

## Визнання та нагороди
- 1991:Pfizer Award in Enzyme Chemistry[en]
- 1993:лауреат Michael and Kate Bárány Award[en]
- 2001:член Національної академії наук США
- 2002:член Американської академії мистецтв і наук
- 2009:Keith R. Porter Lecture[en]
- 2012:Премія Вайлі[en]
- 2012:Премія Ласкера
- 2012:президент Американського товариства біології клітини[en].
- 2013:премія Массрі[en]
- 2015:Іноземний член Індійської національної академії наук[5]
- 2017:Премія Шао у галузі медицини й наук про життя з Йеном Гіббонсом за відкриття моторних білків мікротрубочок.[6]
- 2019: Міжнародна премія Гайрднера[7]

## Доробок
Research publications on PubMed